# Zespół Szkół Mechanicznych w Grudziądzu
Zespół Szkół Mechanicznych w Grudziądzu – szkoła ponadpodstawowa w Grudziądzu.

## Historia
Dwuletnia miejska szkoła zawodowa w Grudziądzu, działała od 9 kwietnia 1907 r. przy ul. Klasztornej 5. Po przejściu pod zarząd państwa pruskiego, od 1 kwietnia 1912 r. nosiła nazwę Królewskiej Szkoły Budowy Maszyn. W latach 1911–1913 otrzymała obecną siedzibę, wzniesioną według projektu o nieustalonym autorstwie w stylu eleganckiego klasycyzującego niemieckiego modernizmu. Powstał dwupiętrowy budynek, z wysokim parterem i użytkowym przyziemiem, z wejściem głównym zaakcentowanym portykiem dźwigającym taras. Obok zbudowano willę ze służbowym mieszkaniem dyrektora i powstały warsztaty.  
Po odzyskaniu niepodległości gmach stał się siedzibą polskiej szkoły o tym samym profilu, nauka stopniowo uległa przedłużeniu do 4 lat, aż w 1938 r. powstało Państwowe Liceum Mechaniczne. Podczas działań wojennych w 1945 r. budynek został zdewastowany, naukę wznowiono jednak we wrześniu 1945 r. W stosunku do pierwotnego wyglądu, obniżeniu uległ wysoki dach, nie istnieją również płaskorzeźbione detale górnych pięter elewacji wejściowej, lecz szkoła nadal należy do najbardziej reprezentacyjnych przykładów budownictwa tamtych czasów w mieście. Od 1975 r. jest to Zespół Szkół Mechanicznych. 

## Absolwenci
Do najbardziej znanych absolwentów szkoły należą:
- Jarosław Słupski – pilot I pułku myśliwego "Warszawa"
- Mieczysław Roszkowski – żołnierz Armii Polskiej na Zachodzie, ranny w bitwie pod Falsie
- Jan Kuźniak – pilot polskiego lotnictwa na Zachodzie oraz absolwent szkoły po drugiej wojnie światowej
- Bronisław Malinowski – lekkoatleta, mistrz olimpijski
- Edwin Brzostowski